# 西羅·阿萊格里亞
西罗·阿莱格里亚·巴桑（西班牙語：Ciro Alegría Bazán，1909年11月4日—1967年2月17日）是秘鲁作家、政治人物。秘鲁現實主義文學的代表作家之一。